# Liste der Nummer-eins-Country-Alben in den USA (1975)
Dies ist eine Liste der Nummer-eins-Alben in den von Billboard ermittelten Verkaufscharts für Country-Alben in den USA im Jahr 1975. In diesem Jahr gab es achtzehn Nummer-eins-Alben.

| ← 1974 ← | Liste der Nummer-eins-Country-Alben in den USA | Liste der Nummer-eins-Country-Alben in den USA | Liste der Nummer-eins-Country-Alben in den USA | 1976 →                    |
| \| Zeitraum \| Wo. ges. \| Interpret \| Titel \| Zusätzliche Informationen \| \| (Zeitraum, Wochen auf Platz eins, Interpret, Titel, zusätzliche Informationen) \| \| \| \| \| \| ------------------------------------------------------------------------------ \| -------- \| ----------------------------- \| ---------------------------------------- \| ------------------------- \| \| 28. Dezember 1974 – 10. Januar 1975 2 Wochen (insgesamt 13) \| 13 \| John Denver \| Back Home Again[1] \| - \| \| 11. Januar 1975 – 17. Januar 1975 1 Woche (insgesamt 1) \| 1 \| Charlie Rich \| The Silver Fox[2] \| - \| \| 18. Januar 1975 – 31. Januar 1975 2 Wochen (insgesamt 2) \| 2 \| Billy Swan \| I Can Help[3] \| - \| \| 1. Februar 1975 – 7. Februar 1975 1 Woche (insgesamt 1) \| 1 \| Mickey Gilley \| City Lights[4] \| - \| \| 8. Februar 1975 – 7. März 1975 4 Wochen (insgesamt 4) \| 4 \| Linda Ronstadt \| Heart Like a Wheel[5] \| - \| \| 8. März 1975 – 14. März 1975 1 Woche (insgesamt 1) \| 1 \| Elvis Presley \| Promised Land[6] \| - \| \| 15. März 1975 – 21. März 1975 1 Woche (insgesamt 1) \| 1 \| Conway Twitty \| Linda on My Mind[7] \| - \| \| 22. März 1975 – 2. Mai 1975 6 Wochen (insgesamt 6) \| 6 \| Olivia Newton-John \| Have You Never Been Mellow[8] \| - \| \| 3. Mai 1975 – 16. Mai 1975 2 Wochen (insgesamt 2) \| 2 \| John Denver \| An Evening with John Denver[9] \| - \| \| 17. Mai 1975 – 13. Juni 1975 4 Wochen (insgesamt 4) \| 4 \| Freddy Fender \| Before the Next Teardrop Falls[10] \| - \| \| 14. Juni 1975 – 4. Juli 1975 3 Wochen (insgesamt 3) \| 3 \| Merle Haggard & The Strangers \| Keep Movin’ On[11] \| - \| \| 5. Juli 1975 – 18. Juli 1975 2 Wochen (insgesamt 6) \| 6 \| Freddy Fender \| Before the Next Teardrop Falls \| - \| \| 19. Juli 1975 – 25. Juli 1975 1 Woche (insgesamt 4) \| 4 \| Merle Haggard & The Strangers \| Keep Movin’ On \| - \| \| 26. Juli 1975 – 15. August 1975 3 Wochen (insgesamt 9) \| 9 \| Freddy Fender \| Before the Next Teardrop Falls \| - \| \| 16. August 1975 – 22. August 1975 1 Woche (insgesamt 1) \| 1 \| Conway Twitty & Loretta Lynn \| Feelins'[12] \| - \| \| 23. August 1975 – 5. September 1975 2 Wochen (insgesamt 2) \| 2 \| Charlie Rich \| Every Time You Touch Me (I Get High)[13] \| - \| \| 6. September 1975 – 12. September 1975 1 Woche (insgesamt 2) \| 2 \| Waylon Jennings \| Dreaming My Dreams[14] \| - \| \| 13. September 1975 – 3. Oktober 1975 3 Wochen (insgesamt 3) \| 3 \| Glen Campbell \| Rhinestone Cowboy[15] \| - \| \| 4. Oktober 1975 – 24. Oktober 1975 3 Wochen (insgesamt 3) \| 3 \| Willie Nelson \| Red Headed Stranger[16] \| - \| \| 25. Oktober 1975 – 28. November 1975 5 Wochen (insgesamt 5) \| 5 \| John Denver \| Windsong[17] \| - \| \| 29. November 1975 – 12. Dezember 1975 2 Wochen (insgesamt 5) \| 5 \| Willie Nelson \| Red Headed Stranger \| - \| \| 13. Dezember 1975 – 26. Dezember 1975 2 Wochen (insgesamt 2) \| 2 \| Freddy Fender \| Are You Ready for Freddy?[18] \| - \| |                                                |                                                |                                                |                           |
| ← 1974 |                                                |                                                |                                                | → 1976 →                  |
| Zeitraum | Wo. ges.                                       | Interpret                                      | Titel                                          | Zusätzliche Informationen |
| (Zeitraum, Wochen auf Platz eins, Interpret, Titel, zusätzliche Informationen) |                                                |                                                |                                                |                           |
| 28. Dezember 1974 – 10. Januar 1975 2 Wochen (insgesamt 13) | 13                                             | John Denver                                    | Back Home Again                                | -                         |
| 11. Januar 1975 – 17. Januar 1975 1 Woche (insgesamt 1) | 1                                              | Charlie Rich                                   | The Silver Fox                                 | -                         |
| 18. Januar 1975 – 31. Januar 1975 2 Wochen (insgesamt 2) | 2                                              | Billy Swan                                     | I Can Help                                     | -                         |
| 1. Februar 1975 – 7. Februar 1975 1 Woche (insgesamt 1) | 1                                              | Mickey Gilley                                  | City Lights                                    | -                         |
| 8. Februar 1975 – 7. März 1975 4 Wochen (insgesamt 4) | 4                                              | Linda Ronstadt                                 | Heart Like a Wheel                             | -                         |
| 8. März 1975 – 14. März 1975 1 Woche (insgesamt 1) | 1                                              | Elvis Presley                                  | Promised Land                                  | -                         |
| 15. März 1975 – 21. März 1975 1 Woche (insgesamt 1) | 1                                              | Conway Twitty                                  | Linda on My Mind                               | -                         |
| 22. März 1975 – 2. Mai 1975 6 Wochen (insgesamt 6) | 6                                              | Olivia Newton-John                             | Have You Never Been Mellow                     | -                         |
| 3. Mai 1975 – 16. Mai 1975 2 Wochen (insgesamt 2) | 2                                              | John Denver                                    | An Evening with John Denver                    | -                         |
| 17. Mai 1975 – 13. Juni 1975 4 Wochen (insgesamt 4) | 4                                              | Freddy Fender                                  | Before the Next Teardrop Falls                 | -                         |
| 14. Juni 1975 – 4. Juli 1975 3 Wochen (insgesamt 3) | 3                                              | Merle Haggard & The Strangers                  | Keep Movin’ On                                 | -                         |
| 5. Juli 1975 – 18. Juli 1975 2 Wochen (insgesamt 6) | 6                                              | Freddy Fender                                  | Before the Next Teardrop Falls                 | -                         |
| 19. Juli 1975 – 25. Juli 1975 1 Woche (insgesamt 4) | 4                                              | Merle Haggard & The Strangers                  | Keep Movin’ On                                 | -                         |
| 26. Juli 1975 – 15. August 1975 3 Wochen (insgesamt 9) | 9                                              | Freddy Fender                                  | Before the Next Teardrop Falls                 | -                         |
| 16. August 1975 – 22. August 1975 1 Woche (insgesamt 1) | 1                                              | Conway Twitty & Loretta Lynn                   | Feelins'                                       | -                         |
| 23. August 1975 – 5. September 1975 2 Wochen (insgesamt 2) | 2                                              | Charlie Rich                                   | Every Time You Touch Me (I Get High)           | -                         |
| 6. September 1975 – 12. September 1975 1 Woche (insgesamt 2) | 2                                              | Waylon Jennings                                | Dreaming My Dreams                             | -                         |
| 13. September 1975 – 3. Oktober 1975 3 Wochen (insgesamt 3) | 3                                              | Glen Campbell                                  | Rhinestone Cowboy                              | -                         |
| 4. Oktober 1975 – 24. Oktober 1975 3 Wochen (insgesamt 3) | 3                                              | Willie Nelson                                  | Red Headed Stranger                            | -                         |
| 25. Oktober 1975 – 28. November 1975 5 Wochen (insgesamt 5) | 5                                              | John Denver                                    | Windsong                                       | -                         |
| 29. November 1975 – 12. Dezember 1975 2 Wochen (insgesamt 5) | 5                                              | Willie Nelson                                  | Red Headed Stranger                            | -                         |
| 13. Dezember 1975 – 26. Dezember 1975 2 Wochen (insgesamt 2) | 2                                              | Freddy Fender                                  | Are You Ready for Freddy?                      | -                         |